# سكن ميسر

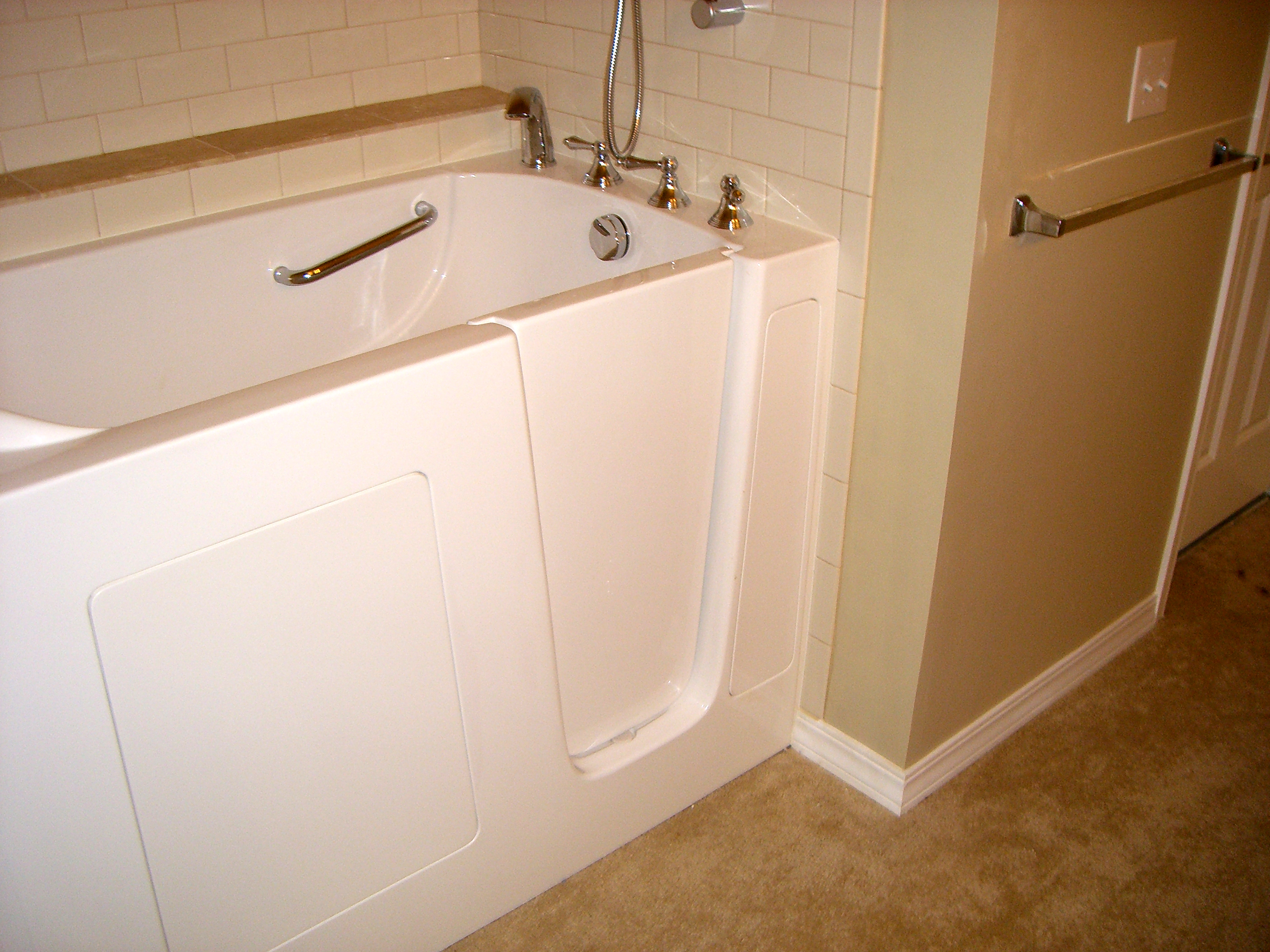
حوض استحمام ميسر متاح الدخول إليه مشيا

السكن الميسر أو السكن المرن أو السكن الملائم لذوي الإعاقة يشير إلى بناء أو تعديل (مثلًا من خلال تعديل المنزل) المساكن لتُمكّن الأشخاص ذوي الإعاقة من العيش باستقلالية. وتُحقّق إمكانية الوصول من خلال التصميم المعماري، وكذلك بدمج ميزات ملائمة مثل الأثاث المعدّل، والرفوف، والخزائن، أو حتى الأجهزة الإلكترونية داخل المنزل.

## كندا
في كندا، يُعد "السكن المرن" (Flexhousing) مفهومًا يشجع أصحاب المنازل على إجراء تعديلات تدريجية لتلبية احتياجاتهم المتغيرة من حيث إمكانية الوصول. يهدف المفهوم إلى تمكين "سكان المنزل من الإقامة فيه لفترات أطول من حياتهم، مع التأقلم مع تغيّرات الحياة وتلبية مجموعة واسعة من الاحتياجات". وهناك مفاهيم مشابهة مثل "السكن الشامل" في الولايات المتحدة و"المنازل مدى الحياة" في المملكة المتحدة.

## المملكة المتحدة
تُعد بريطانيا من أكثر الدول تطبيقًا لمعايير الوصول في المنازل. ففي عام 1999، أقر البرلمان البريطاني القسم M ضمن لوائح البناء السكني، والذي ينص على توفير متطلبات أساسية للوصول في جميع المنازل الجديدة. ورغم ذلك، أظهرت دراسة أجرتها YouGov عام 2019 أن 21% فقط من المشاركين قالوا إن مستخدم الكرسي المتحرك يمكنه الوصول إلى جميع مناطق منازلهم بشكل معقول.

## الولايات المتحدة
في الولايات المتحدة، أُضيفت الإعاقة والحالة الأسرية إلى الفئات المحمية قانونًا من التمييز ضمن تعديلات عام 1988 على قانون الإسكان العادل، والتي كانت تحمي بالفعل من التمييز بناءً على العرق، اللون، الجنس، الدين، والمكان الأصلي. تتضمن هذه التعديلات سبعة شروط إنشائية لجميع المباني السكنية متعددة الوحدات (أكثر من أربع وحدات) التي تم إشغالها بعد 13 مارس 1991:
1. مدخل مبنى قابل للوصول عبر مسار مناسب.
2. مناطق عامة ومشتركة يمكن الوصول إليها.
3. أبواب مناسبة لاستخدام الكرسي المتحرك.
4. مسار داخلي قابل للوصول داخل الوحدة السكنية.
5. مفاتيح الإنارة والمقابس وأجهزة التحكم البيئي في أماكن يمكن الوصول إليها.
6. جدران معزّزة في الحمامات لتركيب مقابض لاحقًا.
7. مطابخ وحمامات قابلة للاستخدام.

عادةً ما تُحدّد إمكانية الوصول ضمن نطاق حركة ذراع الشخص الجالس على كرسي متحرك دون حاجة كبيرة لتحريك القدمين أو الجذع. لذلك يجب ألا تكون مفاتيح الإنارة وأجهزة التحكم أعلى من هذا النطاق، ولا المقابس أدنى منه.
يجب أن تصمم الأحواض وأماكن الطهي دون خزائن سفلية للسماح بدخول الكرسي المتحرك تحتها، كما يمكن خفض ارتفاع الأسطح لتناسب الشخص الجالس. وفي بعض الحالات، يتم دمج منطقتي إعداد الطعام لتناسب المستخدمين من الجالسين والواقفين.
ورغم هذه التعديلات، فإن معظم المساكن في الولايات المتحدة من نوع المنازل المنفصلة، والتي لا يشملها قانون الأمريكيين ذوي الإعاقة أو قانون الإسكان العادل، باستثناء نسبة قليلة من المنازل المموّلة حكوميًا التي تخضع لقانون البند 504 من قانون إعادة التأهيل.

## الدول العربية
بدأت بعض الدول العربية باتخاذ خطوات لتكييف البيئة السكنية بما يواكب احتياجات كبار السن والأشخاص ذوي الإعاقة، خصوصًا في ضوء التغيرات الديموغرافية. وفيما يلي أبرز الممارسات:

### الإمارات العربية المتحدة
أدخلت بلديات مثل دبي وأبوظبي معايير تصميم شاملة لكبار السن وذوي الإعاقة ضمن كودات البناء، منها توسيع الممرات، وإضافة مصاعد مناسبة، وتركيب تجهيزات صحية ميسرة.

### المملكة العربية السعودية
عبر برامج وزارة الشؤون البلدية والقروية في إطار رؤية 2030، يجري تطوير مشاريع إسكان تدمج التيسير الحركي، وتشجيع التعديلات المنزلية لكبار السن عبر مبادرات تمويلية.

### مصر
أقرّت مصر قانون حقوق الأشخاص ذوي الإعاقة رقم 10 لسنة 2018، والذي يتضمن مواد تُلزم بتوفير سكن ميسر للأشخاص ذوي الإعاقة. كما تعمل وزارة التضامن الاجتماعي بالتعاون مع جمعيات أهلية على تنفيذ برامج لتعديل المساكن، من خلال توفير تجهيزات مثل المنحدرات، والمقاعد داخل الحمامات، وقضبان الإمساك. لكن لا تزال هذه الجهود تفتقر إلى التعميم، وغالبًا ما تتركز في المدن الكبرى، مع ضعف في المتابعة والتنفيذ في المناطق الريفية. 
ورغم هذه الجهود، لا تزال التحديات تشمل نقص التمويل، وقلة التوعية المجتمعية، وغياب تشريعات ملزمة في بعض الدول.

## تعديلات الوصول
قد يواجه أصحاب المنازل صعوبة في العثور على مقاولين لديهم خبرة في التصميم الملائم. وتعمل الحكومة الفيدرالية الكندية بالتعاون مع حكومات المقاطعات على تمويل برامج تعويض لتعديلات الوصول في المنازل.

## التعديلات والتكييفات

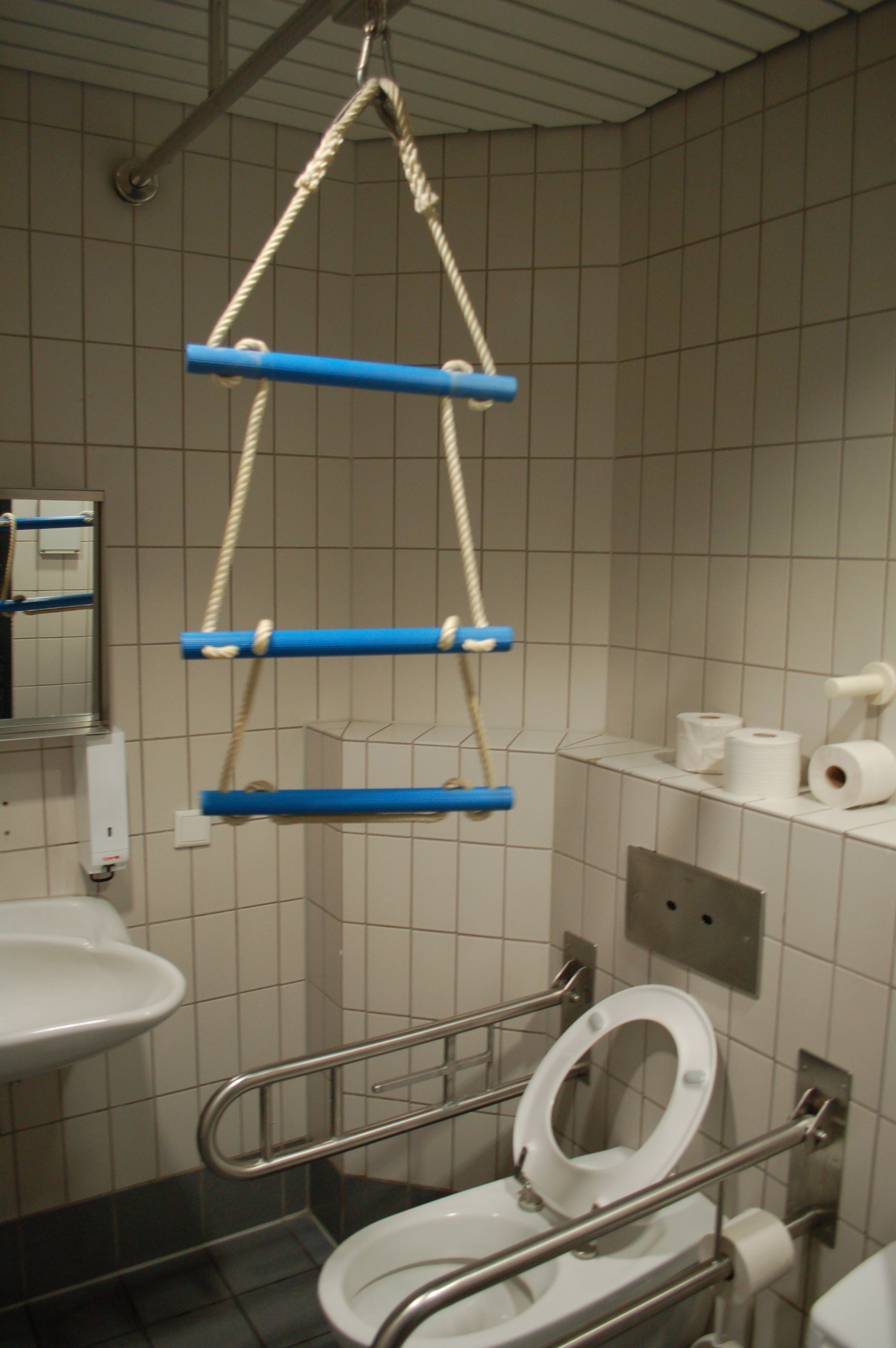
مرحاض عام ميسّر في فرانكفورت ألمانيا مزود بحمالات دعم علويّة متحرّكة،ويمكن تنفيذ مثله في حمامات المنازل لذوي الإعاقة.

العديد من المنازل على طراز "الرانش" أو المنازل المصنعة لها طابق أرضي مرتفع قليلًا فوق سطح الأرض وتحتوي على قبو بسيط. يمكن تعديل هذه المنازل بسهولة نسبيًا لتتناسب مع الكراسي المتحركة بإضافة منحدر خارجي منخفض الميل فوق الدرج. ويمكن إزالة المنحدر لاحقًا إذا لم يعد مطلوبًا.
أما المنازل متعددة المستويات (split level) فتتميز بسلالم داخلية كثيرة ومستويات نصفية، مما يجعل تعديلها مكلفًا ومعقدًا. قد يكون من الممكن إضافة رافعة سلمية أو مصعد كرسي متحرك للوصول إلى الطوابق.
وفي بعض الحالات، يمكن تركيب مصعد منزلي خاص أقل تكلفة وتعقيدًا من المصاعد التجارية، خصوصًا إن صُممت الخزائن الرأسية في الطوابق بنفس الأبعاد والمكان منذ البداية لتسهيل تحويلها لاحقًا إلى عمود مصعد.
وفيما يلي بعض الميزات المعمارية المقترحة للمنزل القابل للوصول:
| المطبخ                                    | الممرات والسلالم                                            | غرفة المعيشة / العائلة                                                     | الحمام                                                |
| ----------------------------------------- | ----------------------------------------------------------- | -------------------------------------------------------------------------- | ----------------------------------------------------- |
| فرن جانبي مُعلّق مع لوحة سحب أسفله          | يجب أن تكون الممرات بعرض 1200 مم                            | مدخل بدون باب أو عتبة                                                      | يجب ألا يقل عرض باب الحمام عن 865 مم ويفتح إلى الخارج |
| ألواح عمل قابلة للسحب على ارتفاعات مختلفة | يجب أن يكون عرض السلم 1 م وأقصى عمق 280 مم                  | مستوى أرضي موحد لتفادي العقبات                                             | الصنابير ذات المقبضين أسهل استخدامًا من أحادية المقبض  |
| مساحة أسفل الحوض أو الموقد                | أقصى ارتفاع للدرجات 180 مم                                  | زيادة منافذ الكهرباء والاتصالات توفر مرونة في ترتيب الأثاث                 | تركيب أرضيات غير قابلة للانزلاق                       |
| أدراج سحب للتخزين بدلًا من الرفوف العميقة  | الدرجات يجب أن تكون متساوية العدد ومباشرة، من 3 إلى 12 درجة | مفاتيح الإنارة يجب أن تكون في متناول الجالس، مع وجود مفتاح عند مدخل الغرفة | توفير مساحة حرة على جانب المرحاض لتحسين الوصول        |

## الشيخوخة في المنزل وإمكانية الوصول
أصبح من الشائع بين كبار السن تفضيلهم "الشيخوخة في المكان"، أي البقاء في منازلهم لأطول فترة ممكنة للحفاظ على استقلاليتهم. تأخذ التعديلات المنزلية لكبار السن في الاعتبار أبرز المشكلات الجسدية التي تؤثر فيهم، ومن أبرزها السقوط داخل المنزل، وهو أحد الأسباب الشائعة للإصابات الخطيرة.
وفقًا لـمراكز مكافحة الأمراض والوقاية منها في الولايات المتحدة:
- السقوط هو السبب الرئيسي للإصابات القاتلة، وهو أيضًا السبب الأكثر شيوعًا لدخول كبار السن إلى المستشفى بسبب إصابات غير مميتة.
- يتسبب السقوط سنويًا في أكثر من 2.8 مليون إصابة تعالج في أقسام الطوارئ، من بينها أكثر من 800,000 حالة دخول إلى المستشفى، وأكثر من 27,000 حالة وفاة.
- في عام 2015، بلغت التكلفة الإجمالية لإصابات السقوط نحو 50 مليار دولار، تكفّلت Medicare وMedicaid بنسبة 75% منها.
- من المتوقع أن تزداد التكاليف المالية لإصابات السقوط بين كبار السن مع التقدّم في العمر لتصل إلى 67.7 مليار دولار بحلول عام 2020.[9]
- تُعتبر الحمامات من أكثر الأماكن خطورة في المنزل.[10]

تشمل التعديلات التي تقلل من خطر السقوط: تثبيت الدرابزين وقضبان الإمساك في جميع أنحاء المنزل، لا سيما في الحمامات وعلى الدرج. وتشمل التحسينات الأخرى: مناطق العمل والتخزين سهلة الوصول في المطبخ، وأدوات الإمساك للوصول إلى الأشياء المرتفعة، ومقابض الأبواب ذات الرافعة، ومراحيض ملائمة لذوي الإعاقة، ورافعات مقاعد المرحاض، ودشّات المشي، ومقاعد الاستحمام.

### مرض الزهايمر وتعديلات السكن
يُشكّل مرض الزهايمر تحديات خاصة لمقدّمي الرعاية، إذ يتوجب عليهم جعل المنزل مناسبًا قدر الإمكان للمقيم المُسِن، مع الحفاظ على عوامل الأمان. من الوسائل الفعالة في تقليل المخاطر: إزالة مقابض تشغيل الموقد، وإغلاق خزائن المطبخ، واستخدام الغلايات الكهربائية ذات الإغلاق التلقائي، وتحسين الإضاءة في جميع أنحاء المنزل لإزالة الظلال.
وتشمل التعديلات الأخرى التي تساعد على تحسين راحة المريض: وضع علامات مميزة على الأبواب مثل الأشرطة أو أكاليل الزهور لتسهيل التذكّر، وتوفير سرير في الطابق الأرضي حتى لا يضطر المريض لصعود السلالم. كما يمكن إزالة الأثاث غير الضروري والفوضى لتقليل العوائق أمام المريض الذي قد يكثر من التجوال أو الحركة غير المنظّمة.